# Hurdle rate
L'hurdle rate è il tasso minimo di rendimento finanziario richiesto ad un investimento per poter essere considerato.
L'hurdle rate può essere sia un tasso legato al costo del capitale, generalmente il costo medio ponderato del capitale (WACC), oppure un tasso ipotizzato aprioristicamente. L'obiettivo dell'utilizzo degli Hurdle Rate è quello di assicurare che il rendimento medio degli investimenti di un'impresa, inclusi quelli non a reddito (obblighi di legge, interventi HSE, investimenti in ricerca e sviluppo), non sia inferiore al costo medio del capitale (WACC).
L'hurdle rate può essere usato per la valutazione degli investimenti in due modi:
1. Metodo dell'NPV con tasso di attualizzazione pari all'hurdle rate. Se NPV>0, l'investimento crea valore economico.
2. Calcolato dell'IRR, se risulta IRR>hurdle rate, l'investimento soddisfa i soci in termini di valore economico creato, in rapporto al rischio assunto.